# Artaud II de Forez
Artaud II de Forez, également nommé Artaud II de Lyon (? - † avant 1010) par certains auteurs. 
Il fut comte mentionné à Lyon et il est souvent considéré comme le premier "comte de Forez". Il est possible qu'il ait bénéficié de ce titre par son mariage avec la comtesse Thiberge de Forez. Ses parents avaient des possessions en Forez mais son père (issu de la lignée des vicomtes de Limoges ?) ne parait pas avoir porté le titre de comte.

## Origines familiales et premières mentions

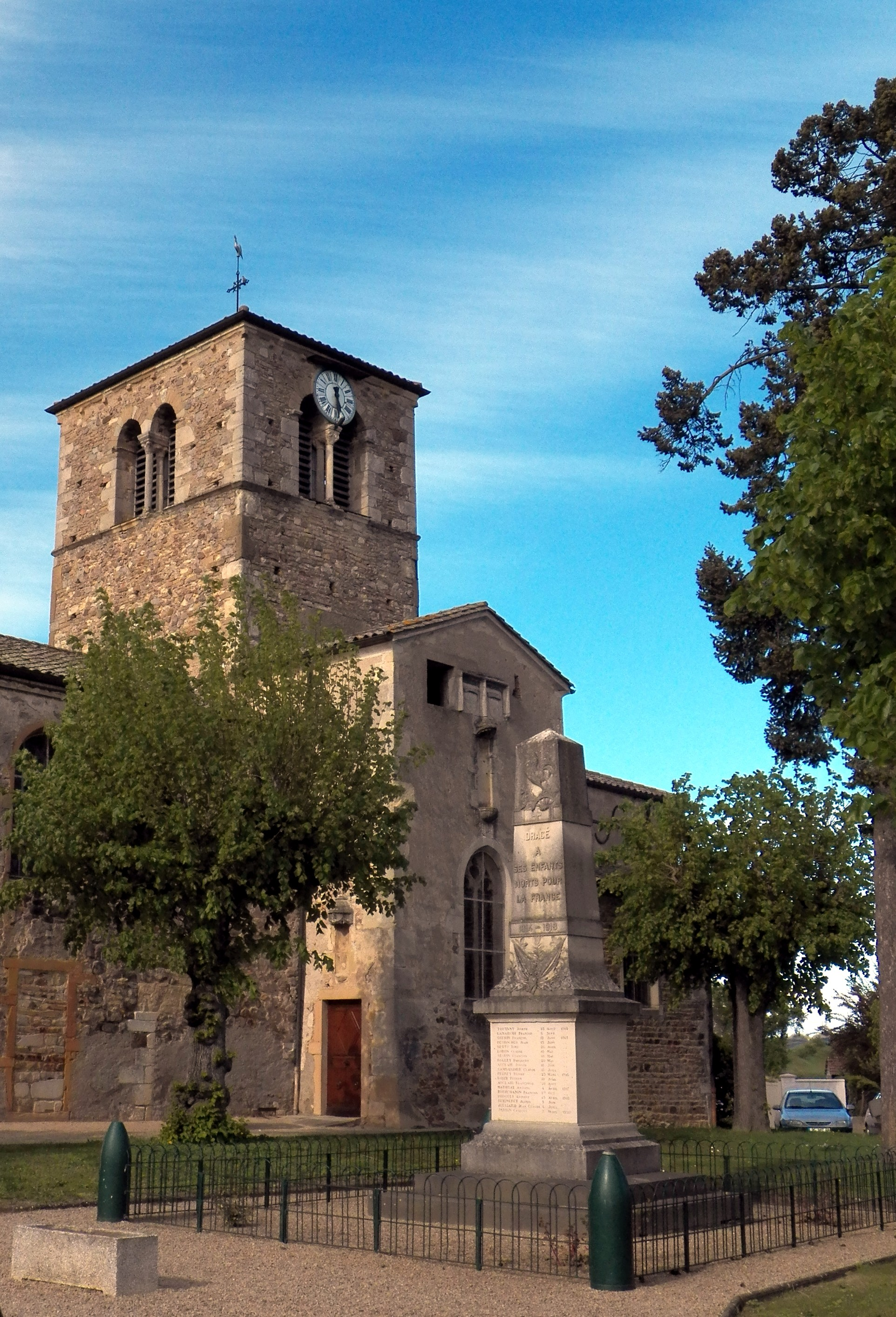
L'église de Dracé, où Artaud tenu un plaid peu avant de devenir comte vers 980.

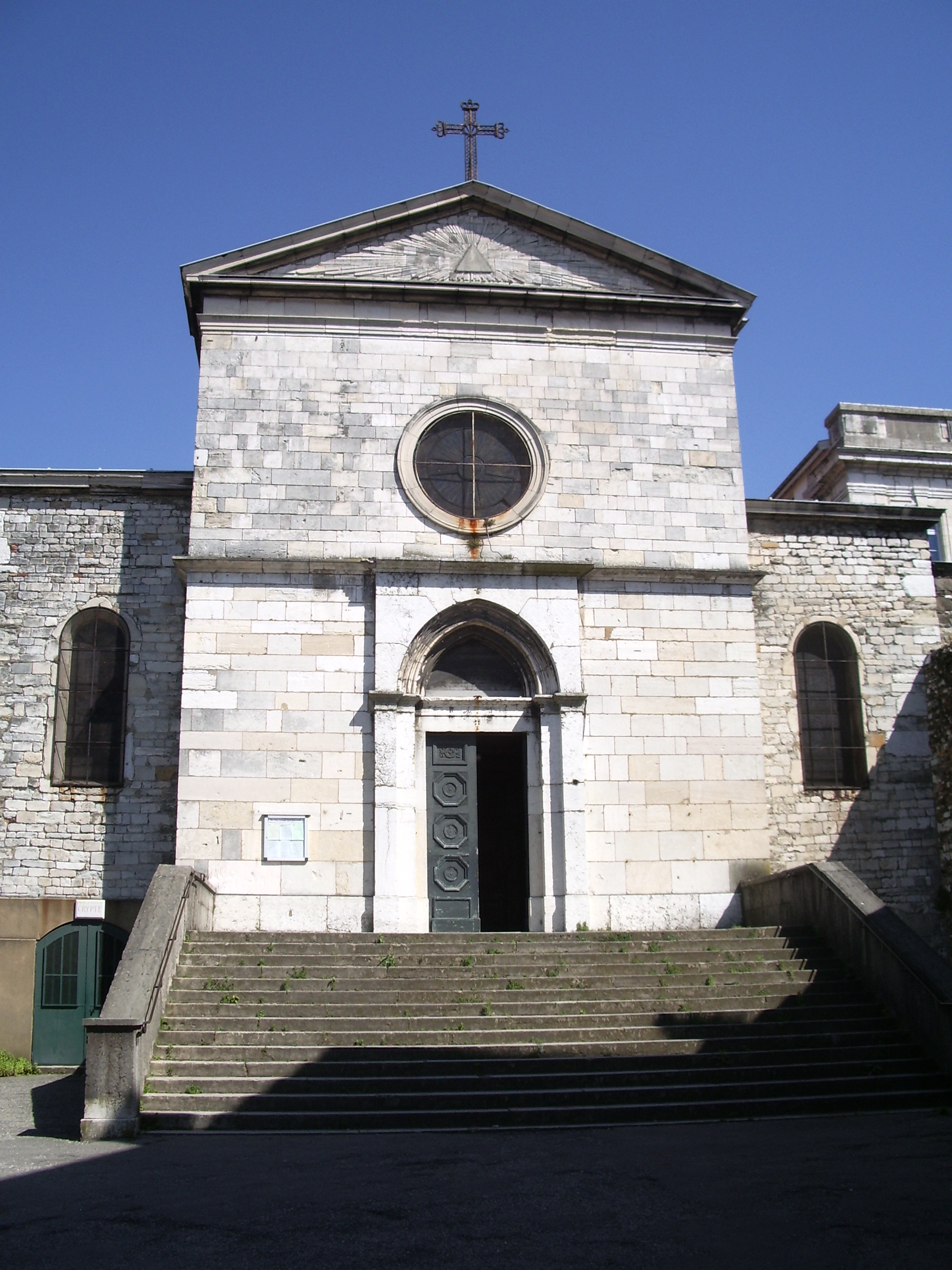
L'église Saint-Irénée à Lyon fondée par Artaud. Sépulture familiale des comtes de Forez.

Artaud était issu de la haute aristocratie, il est certain qu'avant lui des membres de sa famille aient déjà exercé des charges publiques à la période de Hugues le Noir tel le vicomte Artaud Ier mentionné avant 979/984. Pour Hubert Gerner, l'anthroponymique indiquerait une origine familiale commune aux Bermond/Guigue/Guichard et Artaud qui ferait remonter la lignée au préfet Bermond du début du IXe siècle. 
Ont été signalés comme ascendants potentiels d'Artaud, :
- Artaud et son épouse Hildegarde (910/922-938), qui font donation à l'abbaye de Cluny de la chapelle Saint-Victor d'Ajoux[6]. Cette donation fut confirmée par le roi Raoul[7] ;
- Son frère Géraud († vers 938), époux d'Ermengarde et père d'Artaud (futur vicomte et oncle d'Artaud II?) et Girard (père du comte Artaud II?), possessionné à Quincié-en-Beaujolais ou Quincieux[8] ;
- En 944, Artaud et Géraud apparaissent dans l'assistance du marquis Hugues le Noir lors d'un plaid à Thoissey, arbitrant le désaccord entre Cluny et le vicomte Adémar[9] ;
- Un "Artaud laïc" souscrit à la charte de fondation de l'abbaye de Ris en 978[10] ;
- Une mention à la terra Artaldi à Saint-Georges-de-Reneins permet de localiser les possessions du groupe familiale des "Artaud" à proximité de celles de la famille du vicomte Guigues.

Un Artaud (son oncle?) est mentionné à deux reprises à Dracé:
- Une première fois vers 960, Artaud approuve la donation à Cluny de biens situés à Thoissey[11] ;
- Une seconde fois lors de la tenue d'un plaid où il exerce déjà les fonctions de justice (ap. 974): arbitrant en faveur de l'abbaye de Cluny une rétrocession de biens à Corcelles-en-Beaujolais[12].

Enfin, le vicomte Artaud Ier est enregistré dans l'obituaire de l'église de Lyon le 9 des calendes d'avril pour avoir fait don à l’Église de Lyon de la villa de Lucenay avant 970. Il s'agit probablement de l'oncle du comte Artaud.
Hubert Gerner émit l'hypothèse que le jeune Artaud, fils de Géraud et promis à une certaine Adélaïde, recevant du roi Conrad et de la reine Mathilde des dépendances de l'abbaye de Saint-André-le-Bas de Vienne vers 975/80,, était celui qui allait devenir le fondateur de la lignée des comtes de Lyon et de Forez.
Dans une première charte de donation à Savigny (avant 994) il est dit "comte", "fils de feu Géraud, de noble lignage, et de Gimberge". Ses parents paraissent avoir été possessionnés à la fois en Forez, lorsqu'ils firent don à Savigny de leurs possessions à Rozier-en-Donzy et à Albucennacum (Bussy-Albieux?), et en Lyonnais (Apinost). Ils donnèrent également de l'église de Monthieux à l'abbaye Saint-Pierre de Lyon par l'intermédiaire de leur fille Adaltrude qui y fut nonne, puis vraisemblablement abbesse.  
Dans les sources, il paraît avoir été possessionné dans l'actuel Beaujolais, au sud de la Dombes, en Forez et en Roannais.
C'est probablement lui qui apparaît avec d'autres "milites" dans un acte de Burchard II.  
Le fait que l'on ignore les détails de son accession au titre de comte et le contexte de violence qui accompagne ses premières mentions conduisirent les historiens du Lyonnais à le considérer comme un usurpateur. Les sources suggèrent plutôt que le titre comtal lui fut octroyé par le roi lors de l'accession de Burchard au trône épiscopal.      
Il agit en habile diplomate par les donations qu'il fit à l'abbaye de Savigny, à l'église de Saint-Just et à Saint-Irénée, s'assurant du soutien des prélats issus des grandes familles féodales de la région afin d'y affirmer sa position.

## Éléments biographiques
Entre 984 et 993, le comte Artaud reconnaît les dommages qu'il a occasionnés aux dépendances de l'abbaye de Savigny lors d'un premier conflit mené "tant pour l'acquisition que de la défense de l'honneur lié à sa fonction" et fait don à l'abbaye de terres situées en Forez et dans l'actuel Beaujolais,,. La donation est reconnue par le concile d'Anse de 994.
Il établit en 993 un impressionnant acte de fondation pour l'église Saint-Irénée de Lyon. Il y fait don des terres de Létra pour la sépulture de son frère Étienne et l'âme de tous ses parents. Il établit dans l'église lyonnaise sa sépulture et celle de sa famille, la nécropole des comtes de Lyon et de Forez (qui fut détruite par les protestants en 1562).
En 995, Artaud fait donation à l'abbaye de Cluny de l'église Saint-Pierre de Maroglio (Marroles, aujourd'hui commune de Saint-Jean-Soleymieux). 
Certains auteurs situent sa mort dans la décennie 990,. Il semble que cette date (99?) ait pu correspondre plus vraisemblablement à celle du décès de sa mère Gimberge.
En mars 1010, Artaud était peut-être décédé lors de la donation à Cluny faite par sa femme de ses possessions "au chemin" (Grand-chemin, Sevelinges?).
lI fut enterré à l'église Saint-Irénée. Sa veuve Théodeberge épousa par la suite Pons de Gévaudan.

## Descendance
Il épousa Thiberge de Forez,, vraisemblablement la fille ou la nièce de Charles-Constantin de Vienne,,. 
On lui connaît deux fils et une fille :
- Géraud Ier qui lui succéda après la mort de Pons de Gévaudan ;
- Artaud III qui assassina Pons de Gévaudan vers 1015 ;
- Rothilde, attestée par une donation de Théodeberge[47].

## Fratrie

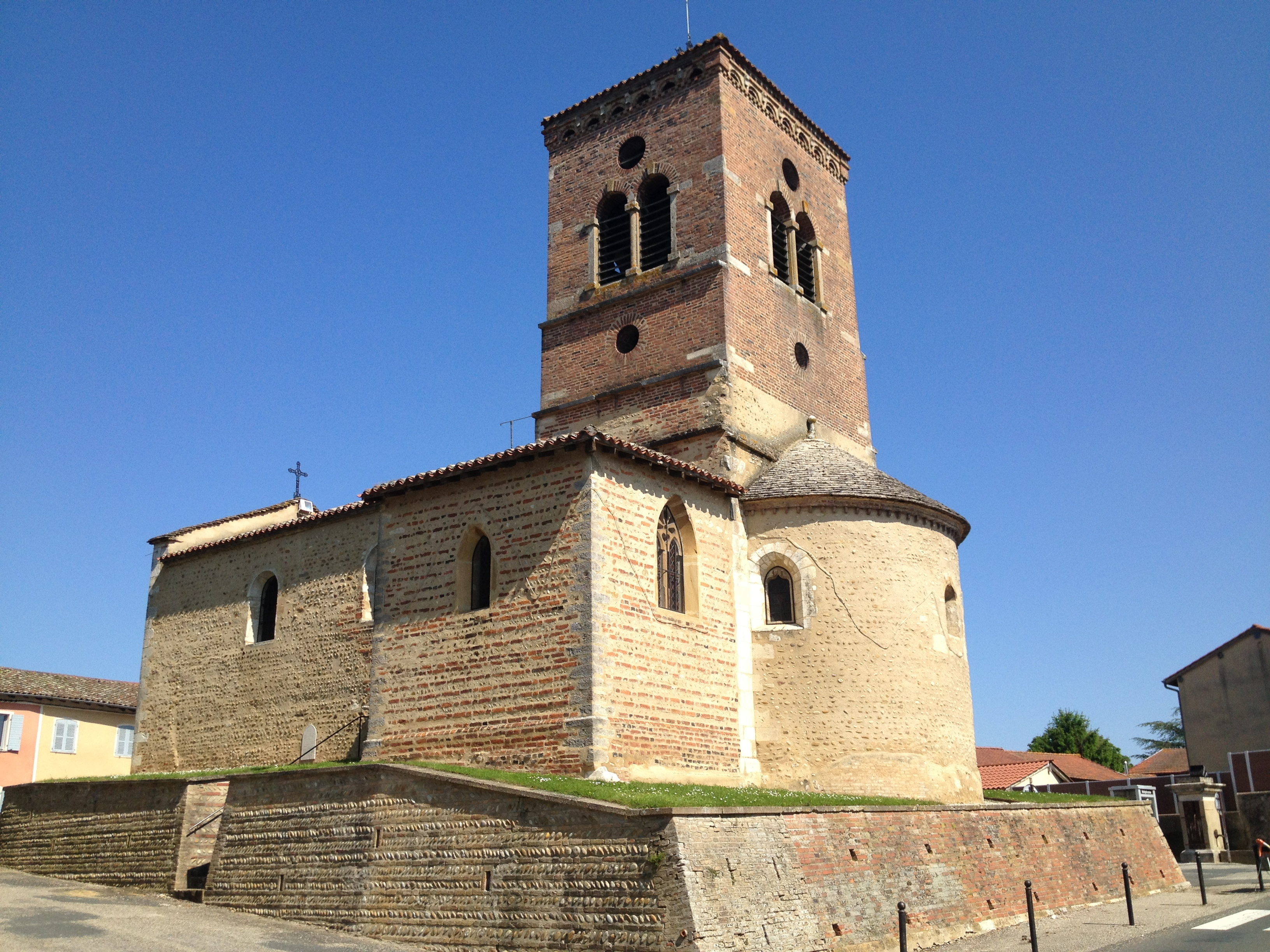
L'église Saint-Pierre de Monthieux reçue par Adaltruda, fille de Girart et de Gimberge, la sœur du comte Artaud.

Samuel Guichenon doutait l'authenticité de l'épitaphe de la "chronique trouvée à Belleville" qui lui donnerait 2 frères. 
- Onfroi (Amphredus), seigneur de Beaujeu ;
- Étienne (Stephanus).

Fournial lui reconnaît 1 sœur et 4 frères : 
- Hugues, abbé (Ugonis abbatis fratis eius) vers 960[49] et 993 ;
- Onfroi (Umfredus), vers 960[49] et en 993, qui donna la chapelle Saint-Ennemond de Cercié à Cluny en 976-77[50] ;
- Étienne (Stephanus) dont Artaud dispose des possessions de Létra dans la fondation de Saint-Irénée en 993[51], mort avant le 30 juin 993 (peut-être le fils d'un second mariage de Gimberge[52],[53]) ;
- Adescline, abbesse (Adesclinæ abbatissæ) pour Bernard[54]. Pour Fournial, ce fut plus probablement Adaltruda, fille de Girart et de Gimberge[55], nonne à l'abbaye Saint-Pierre de Lyon en 965-968 qui en serait devenue l'abbesse[56] ;

- ? Humbert prévôt, père de Ilio vers 1030[57].

## Autres mentions
Enfin, concernant les origines familiales d'Artaud, Fournial signale : 
- Géraud et Ingelberge faisant don à l'abbaye Saint-Vincent de Mâcon "sous le règne du roi Robert"[58]  ;

- un document présentant un grattage suspect, la donation faite par Girart pour le repos de feu Gimberge ("sa......") de 994[59]. Il ne peut s'agir du père d'Artaud qui était mort avant 994 alors que sa mère était encore vivante ;

- un acte de donation de 980-984 mentionne un Girard et son épouse "Tiverge"[60],[61] ;

- une Gimberge et ses fils Albert et Durand dans une charte de donation mal datée mais qui semble plus tardive[62] ;

- une mention douteuse d'un "comte Géraud" dans une charte datée de 972-975 fortement remanié[63] a probablement contribué à donner naissance à sa généalogie légendaire.

## Sources
- « Charte de donation faite à Savigny, Cart. de Savigny, p. 237, n°437 ».
- « Charte de fondation de l'église Saint-Irénée, La Mure (1675/1860), Tome III, Preuves, 6 bis, p. 7 ».
- « Charte de donation à l'abbaye de Cluny, Chartes de Cluny, Tome III, 2292, p. 419. ».
- « Charte de donation à l'abbaye de Cluny faite par sa femme, Chartes de Cluny, Tome III, 2673, p. 703 ».
- « Charte de donation à l'abbaye de Savigny faite par le comte Giraud, son fils, Cart. de  Savigny, p. 296. ».